# Kevin Shea (Musiker)

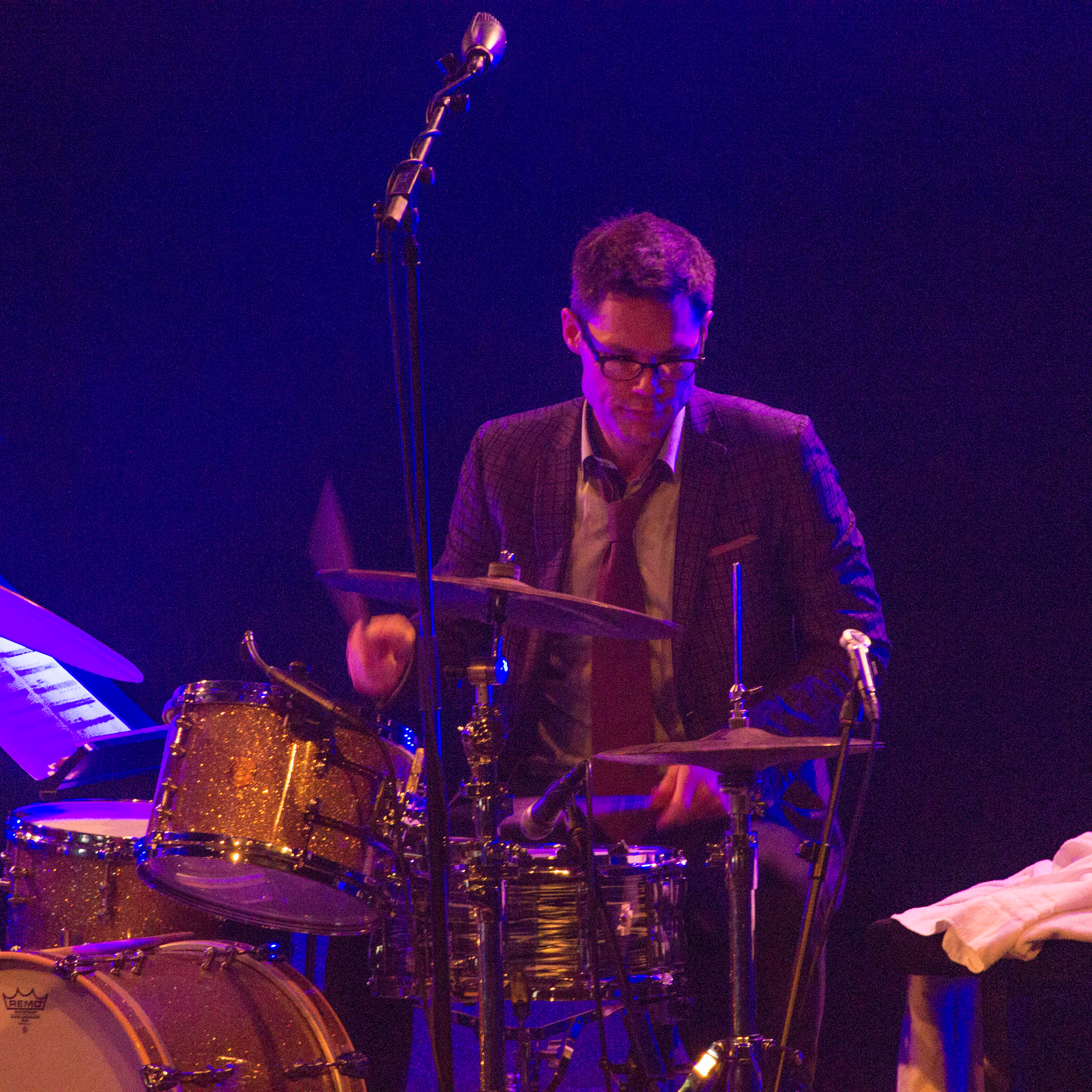
Kevin Shea (2014)

Kevin Shea (* 1973 in Pittsburgh) ist ein amerikanischer Jazz- und Improvisationsmusiker (Schlagzeug).

## Wirken
Shea besuchte das Berklee College of Music. Er gehörte zu der Avantgarde-Band Storm & Stress, mit der er die Alben Storm and Stress (1997) und Under Thunder & Fluorescent Lights (2000) aufnahm. Er hat auch in der Band Coptic Light und mit Love of Everything gespielt.
Shea hat mit Micah Gaugh, Ian Williams, Daniel Carter, Mary Halvorson, Peter Evans (Live in Lisbon, 2010), Rhys Chatham, Louise Dam Eckardt Jensen und Mike Pride gearbeitet. Mit dem Keyboarder Matt Mottel gründete er 2003 das Duo Talibam!, das diverse Produktionen vorlegte, auch mit Sam Kulik bzw. mit Silke Eberhard und Nikolaus Neuser tätig war und 2018 beim Moers Festival auftrat. Seit 2003 ist er Mitglied des Quartetts Mostly Other People Do the Killing, mit dem zahlreiche Alben und Festivalauftritte entstanden. Weiterhin gehört er zu den Bands People, Puttin’ on the Ritz und Sexy Thoughts.

## Preise und Auszeichnungen
The Village Voice wählte Shea zum besten Schlagzeuger des Jahres 2012. Gemeinsam mit seinem Talibam!-Partner Matt Mottel war er 2021 Improviser in Residence in Moers.

## Diskographische Hinweise
- Kevin Shea & Alfred Vogel: The Big Bäng (Boomslang Records 2011)
- Barr | Shea | Dahl: s/t (ugEXPLODE 2012)
- Stephen Gauci, Sandy Ewen, Adam Lane, Kevin Shea: Live at the Bushwick Series (GauciMusic 2019)
- Love Letter to My Drum Pad (2020)[7]

mit Talibam!
- Boogie in the Breeze Blocks (ESP-Disk, 2009)[8]
- The New Nixon Tapes (Roaratorio, 2009)
- Double Automatism (Karl, 2015)[9]
- Hard Vibe (ESP-Disk, 2017)
- Ordination of the Globetrotting Conscripts[10]
- Translition 2 Siriusness[11]
- It Is Dangerous to Lean Out[12]